# Orhan Yılmazkaya
Orhan Yılmazkaya (* 1970 in Deutschland; † 27. April 2009 in Istanbul) war ein türkischer Journalist, Autor und politischer Aktivist.
Yılmazkaya wuchs in Deutschland auf, bis ihn seine Eltern in den 1980ern nach Istanbul schickten. Dort besuchte er das Jungeninternat Kabataş und schloss dies 1987 ab. Anschließend  studierte er Politologie an der Universität Istanbul. Nach dem Studium arbeitete er als Journalist und Lektor. Er verfasste Literaturkritiken und schrieb 2003 sowie 2005 zwei Bücher über historische türkische Bäder (Hamam) in Istanbul. Er leitete das linke Radioprojekt „Radyo Umut“, das verboten wurde, nachdem Yılmazkaya eine PKK-Erklärung verlas.
Politisch schloss er sich zunächst der „Sosyalist İktidar Partisi“ („Partei der Sozialistischen Macht“) an, die er nach der Umbenennung zur Kommunistischen Partei der Türkei verließ.
Im Herbst 2005 verließ er die Türkei und erhielt in einem Ausbildungslager der PKK eine 11-monatige Ausbildung zum Guerillakämpfer. Er führte dort ein eigenes Kommando, das „Kommando Märtyrer Ongan“.
Am 27. April 2009 kam er während eines Polizeieinsatzes gegen Linksextremisten nach einer mehrstündigen Schießerei im Istanbuler Vorort Bostanci ums Leben, ebenso wie ein Polizist und ein Passant. Im Verlauf der Konfrontation kündigte Yılmazkaya über die Frequenz des Polizeifunks an, nicht aufzugeben. Laut der türkischen Polizei war Yılmazkaya ein Führungsmitglied der linksextremen Untergrundorganisation „Revolutionäres Hauptquartier“ (Devrimci Karargah), die sich zu mehreren Anschlägen in Istanbul bekannte.
Die Guerillaorganisation Hêzên Parastina Gel der Arbeiterpartei Kurdistans verfasste einen Nachruf auf Yılmazkaya.